# یارمنووتسی
یارمنووتسی (به صربی: Jarmenovci) یک منطقهٔ مسکونی در صربستان است که در توپولا واقع شده‌است. یارمنووتسی ۵۶۳ نفر جمعیت دارد.